# Camilo Rodolfo Cervino
Camilo Rodolfo Cervino (Buenos Aires, Argentina; 21 de marzo de 1926-Cali, Colombia; 15 de noviembre de 2017) fue un jugador de fútbol de la Argentina que se desempeñaba como delantero. Jugó la mayor parte de su carrera en equipos colombianos. 
En su carrera jugó para Club Atlético Independiente  de Argentina, América de Cali de Colombia, Deportivo Cali y en un intento de reaparición del Boca Juniors de Cali en los años 60. 
Murió el 15 de noviembre de 2017 por causas naturales, en la ciudad de Cali, a la edad de 91 años.

## Trayectoria

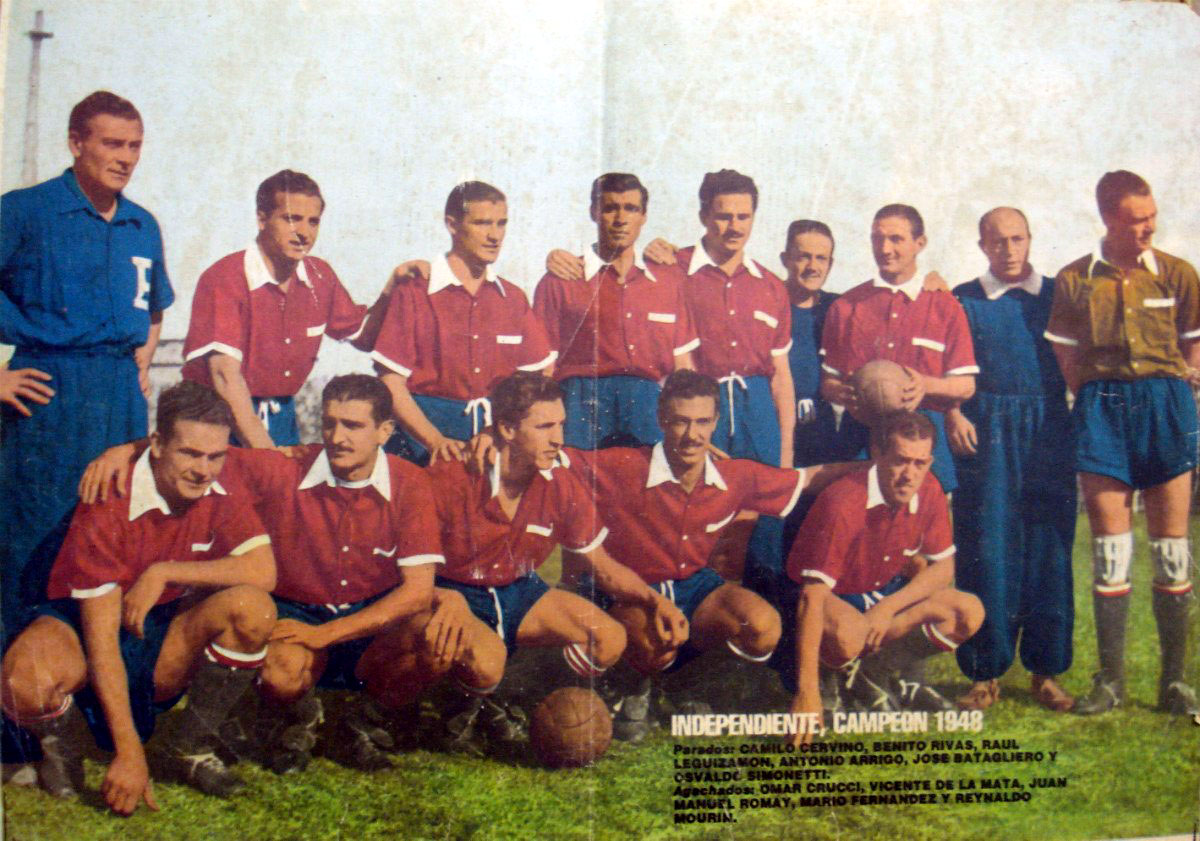
El plantel de Independiente campeón del torneo argentino de 1948. Cervino es el primero de pie desde la izquierda.

### Argentina
Debutó a la temprana edad de 17 años en el Club Atlético Independiente, para jugar al lado de figuras consagradas en la institución como Vicente de la Mata, Arsenio Pastor Erico, Antonio Sastre entre otros.
No obstante, y pese a su corta edad, fue uno de los jugadores más destacados del Rojo de Avellaneda en los años 40 y 50, ganándose el lugar de forma indiscutida. En 1948 obtendría junto a los "Diablos Rojos" el torneo de primera división, luego de un período prolongado de buenas campañas sin proclamarse campeones.
Totalizó la cifra de 68 goles entre las temporadas de 1946, 47, 48 y 49, lo cual despertó el interés de mucho clubes en contratarlo.

### Colombia

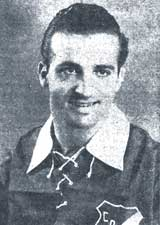
El Deportivo Cali consiguió el fichaje de Cervino en 1950.

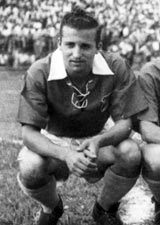
Cervino jugó para los dos grandes equipos de la ciudad de Cali.

A comienzos del año 1950 llega a Colombia para vincularse con el Deportivo Cali con su ‘carta de presentación’ de goleador argentino. En el conjunto Verdiblanco se desempeñó por un lapso de cinco años desde 1950 a 1954 cuando por dificultades económicas el equipo Caleño desapareció del fútbol Colombiano.

### Vuelta a Argentina
A raíz del Pacto de Lima, hecho efectivo hacia el año de 1954, Camilo Rodolfo Cervino regresó a su tierra natal, para volver a jugar en el club en el que debutó, Independiente de Avellaneda. En esta etapa se desarrolló como delantero polifuncional, si bien siempre había jugado como puntero derecho.

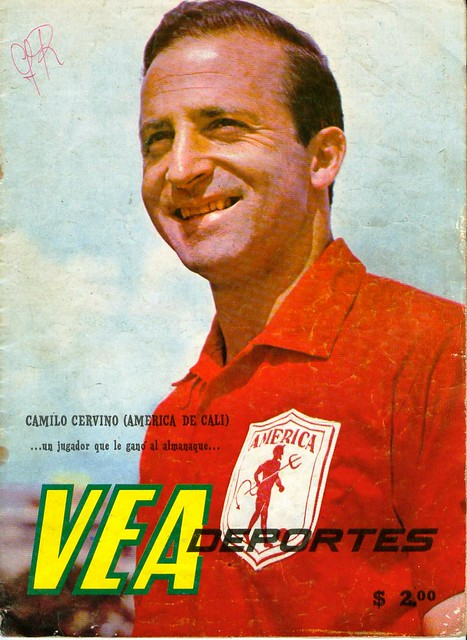
Cervino con la indumentaria del América de Cali.

### Vuelta a Colombia y retiro
En 1958 vuelve a Colombia para vestirse con la casaca del América de Cali, curiosamente llamados los "Diablos Rojos", al igual que el equipo de Argentina donde se venía desempeñando. Se mantuvo en el equipo hasta la temporada 1961, consiguiendo con los "Diablos Rojos" el Subcampeonato en 1960.
Regresa al Deportivo Cali en 1961, pero la temporada siguiente vuelve al América de Cali equipo en el que se desempeñó hasta su retiro en 1966.

### Luego del retiro
Incursionó como director técnico, pero su suerte no fue la misma que como jugador.

## Clubes
| Club            | País      | Año       |
| --------------- | --------- | --------- |
| Independiente   | Argentina | 1943-1949 |
| Deportivo Cali  | Colombia  | 1950-1954 |
| Independiente   | Argentina | 1955-1958 |
| América de Cali | Colombia  | 1958      |
| Deportivo Cali  | Colombia  | 1959      |
| América de Cali | Colombia  | 1960-1961 |
| Deportivo Cali  | Colombia  | 1961-1962 |
| América de Cali | Colombia  | 1963-1966 |

## Estadísticas
| Club                                  | Temporada | Competiciones * | Competiciones * |
| Club                                  | Temporada | Encuentros      | Goles           |
| ------------------------------------- | --------- | --------------- | --------------- |
| Club Atlético Independiente Argentina | 1943-1949 | 148             | 79              |
| Deportivo Cali · Colombia             | 1950      | 28              | 12              |
| Deportivo Cali · Colombia             | 1951      | 26              | 5               |
| Deportivo Cali · Colombia             | 1952      | 20              | 15              |
| Deportivo Cali · Colombia             | 1953      | 15              | 6               |
| Deportivo Cali · Colombia             | 1954      | 14              | 7               |
| Club Atlético Independiente Argentina | 1955-1958 | 46              | 10              |
| América de Cali · Colombia            | 1958      | 11              | 6               |
| Deportivo Cali · Colombia             | 1959      | 39              | 22              |
| América de Cali · Colombia            | 1960      | 38              | 15              |
| América de Cali · Colombia            | 1961      | 8               | 2               |
| Deportivo Cali · Colombia             | 1961      | 8               | 4               |
| Deportivo Cali · Colombia             | 1962      | 15              | 4               |
| América de Cali · Colombia            | 1963      | 37              | 15              |
| América de Cali · Colombia            | 1964      | 38              | 16              |
| América de Cali · Colombia            | 1965      | 27              | 11              |
| América de Cali · Colombia            | 1966      | 3               | 0               |

## Palmarés

### Campeonatos nacionales
| Título           | Club          | País      | Año  |
| ---------------- | ------------- | --------- | ---- |
| Primera División | Independiente | Argentina | 1948 |